# 번영로 (속초시)
번영로(Beonyeong-ro)는 강원특별자치도 속초시 금호동 번영로입구 교차로에서 강원특별자치도 속초시 영랑동 영량교삼거리 을 잇는 도로이다.

## 주요 경유지
강원특별자치도
- 속초시 (금호동 . 교동 . 동명동 . 영랑동)

## 노선 경로
| 이름              | 접속 노선                          | 소재지 | 소재지 | 비고                        |
| ----------------- | ---------------------------------- | ------ | ------ | --------------------------- |
| 번영로입구 교차로 | 교동로                             | 속초시 | 금호동 |                             |
| 번영로삼거리      | 청학로                             | 속초시 | 교동   |                             |
| 공설운동장 오거리 | 국가지원지방도 제56호선 (미시령로) | 속초시 | 금호동 | 국가지원지방도 제56호선구간 |
| 동명동사거리      | 장안로                             | 속초시 | 동명동 | 국가지원지방도 제56호선구간 |
| 영량교 삼거리     | 중앙로                             | 속초시 | 영랑동 |                             |

## 주요 건물및 시설
- 속초해랑중학교 (번영로 81/금호동 625-37)
- 속초문화예술회관 (번영로 155/영랑동 570-5)
- HD현대오일뱅크 드림에너지 드림주유소 (번영로 178/영랑동 231-6)
- CU 속초영랑사거리점 (번영로 179/영랑동 582-5)